# Длхоња
Длхоња (слч. Dlhoňa) насељено је мјесто са административним статусом сеоске општине (слч. obec) у округу Свидњик, у Прешовском крају, Словачка Република.

## Становништво
| Година:    | 1994. | 2004.   | 2014.   | 2024.    |
| ---------- | ----- | ------- | ------- | -------- |
| Број људи: | 68    | 69      | 75      | 92       |
| Разлика:   |       | +1,47 % | +8,69 % | +22,66 % |

| Година:    | 2023. | 2024.   |
| ---------- | ----- | ------- |
| Број људи: | 89    | 92      |
| Разлика:   |       | +3,37 % |

Према подацима о броју становника из 2024. године насеље је имало 92 становника.